# John Lucarotti
John Lucarotti est un scénariste britannique né le 20 mai 1926 à Aldershot dans le comté du Hampshire et mort le 20 novembre 1994 à Versailles. Il est principalement connu pour avoir été scénariste pour de nombreuses séries télé britannique comme Doctor Who ou Chapeau melon et bottes de cuir. 

## Carrière
John Lucarotti commença sa carrière dans les années 1950 au Canada en écrivant près de 200 scénarios pour la Canadian Broadcasting Corporation. Il émigra en Angleterre où il démarra une carrière assez prolifique en matière de scénario. Il écrit notamment 4 épisodes pour la série policière Ghost Squad, 10 épisodes pour Chapeau melon et bottes de cuir et 32 épisodes de la série  The Troubleshooters. En parallèle il assure quelques scripts pour des mini-séries de science fiction comme City Beneath the Sea. Assez féru d'histoire, il écrit quinze épisodes formant trois "serials" historiques pour la série Doctor Who : « Marco Polo », « The Aztecs » et «The Massacre of St Bartholomew's Eve» et accepte d'en faire la novélisation.
Il travaille dans les années 1970 pour des séries comme Star Maidens, The Onedin Line, Moonbase 3 et Joe 90. En 1976, il crée la série télévisée Operation Patch avec l'actrice Lynsey Baxter mais la série ne dure pas plus de 7 épisodes. Même échec pour la série The Ravelled Thread en 1979. Il se tourne aussi vers la télévision française et suisse. En 1990, il apparaît dans Continentales, l'émission d'Alex Taylor qui diffusait à l'époque d'ancien épisodes de Chapeau melon et bottes de cuir.

## Filmographie sélective (comme scénariste)
- 1961 : Chapeau melon et bottes de cuir (série télévisée) : (Saison 1 à 4)
- 1962 : City Beneath the Sea (série télévisée) : (Saison 1)
- 1963 : Secret Beneath the Sea (série télévisée) : (Saison 1)
- 1963 : Ghost Squad (série télévisée) : (Saison 2)
- 1963 : Doctor Who (série télévisée) : (Saison 1 et 3)
- 1965 : The Man in Room 17 (série télévisée) : (Saison 1 et 2)
- 1965 : The Troubleshooters (série télévisée) : (Saison 1 à 6)
- 1965 : United! (série télévisée) : (Saison 1)
- 1969 : Joe 90 (série télévisée) : (Saison 1)
- 1973 : Moonbase 3 (série télévisée) : (Saison 1)
- 1974 : The Onedin Line (série télévisée) : (Saison 3 et 6)
- 1976 : Star Maidens (série télévisée) : (Saison 1)
- 1977 : L'Île au trésor (mini-série)

## Filmographie (comme créateur)
- 1976 : Operation Patch (série télévisée) : (Saison 1)
- 1979 : The Ravelled Thread: (Saison 1)